# Unto the Locust
Albums de Machine Head
The Blackening
(2007) Bloodstone & Diamonds
(2014)
Unto the Locust est le septième album studio du groupe de thrash metal américain Machine Head, sorti en France le 26 septembre 2011, sous le label Roadrunner Records. L'artwork de l'album représente une sauterelle sur fond vert, le nom du groupe ainsi que le nom de l'album sont griffonnés sur la pochette. Unto the locust poursuit la même direction que l'album précédent en étant plus mélodique. Il est reçu de manière très positive par les fans et la majorité des critiques. 

## Composition du groupe
- Robb Flynn : chant et guitare
- Phil Demmel : guitare
- Adam Duce : basse et chœurs
- Dave McClain : batterie

## Liste des morceaux
| No | Titre                    | Durée |
| -- | ------------------------ | ----- |
| 1. | I Am Hell (Sonata in C#) | 8:24  |
| 2. | Be Still and Know        | 5:43  |
| 3. | Locust                   | 7:38  |
| 4. | This is the End          | 6:10  |
| 5. | Darkness Within          | 6:21  |
| 6. | Pearls Before the Swine  | 7:18  |
| 7. | Who We Are               | 7:07  |

| 8.  | The Sentinel (reprise de Judas Priest) |  |
| 9.  | Witch Hunt (reprise de Rush)           |  |
| 10. | Darkness Within (Acoustic)             |  |

## En plus
L'édition limitée de l'album comprend un DVD sur lequel figure un making-of de l'album.

## Sources
- http://www.machinehead1.com/main.html
- http://www.spirit-of-metal.com/album-groupe-Machine_Head-nom_album-Unto_the_Locust-l-fr.html